# The Divide
The Divide (bra: O Abrigo; prt: Os Humanos) é um filme teuto-canado-estadunidense de 2011, dos gêneros terror pós-apocalíptico, suspense e ficção científica, dirigido por Xavier Gens e escrito por Karl Mueller e Eron Sheean, com trilha sonora de Jean-Pierre Taieb.
Protagonizado por Michael Biehn, Lauren German, Milo Ventimiglia e Rosanna Arquette, The Divide foi lançado nos cinemas dos Estados Unidos em 13 de janeiro de 2012.

## Sinopse
Depois de um cataclismo que devastou Nova Iorque, oito pessoas se refugiam em sua comunidade em um porão. Inesperadamente são invadidos e baleados por soldados em uniformes isoladores. Depois de uma escaramuça, com baixas em ambos os lados, os sobreviventes expulsar os invasores, ficando isolados  completamente. O verdadeiro horror começa. Bloqueados, com ataques de claustrofobia e alimentos contaminados por radiação, a desolação é o máximo. Invadida pela loucura, eles são predadores de seus iguais.

## Elenco
- Lauren German como Eva
- Michael Biehn como Mickey
- Milo Ventimiglia como Josh
- Courtney B. Vance como Devlin
- Ashton Holmes como Adrien
- Rosanna Arquette como Marilyn
- Iván González como Sam
- Michael Eklund como Bobby
- Abbey Thickson como Wendi

## Produção
O filme teve locações no Millennium Center e do Centro de Produção de Manitoba, em Winnipeg, Manitoba.

## Lançamento
The Divide foi lançado pela Content Films.[carece de fontes?] Após a estreia no South by Southwest, os direitos nos EUA foram rapidamente apanhados por Anchor Bay.

## Recepção
Em 17 de abril de 2012, o filme tem um índice de aprovação de 22% no Rotten Tomatoes, com uma classificação média de 3,9/10.